# サルヴィンオオニオイガメ
サルヴィンオオニオイガメ（学名：Staurotypus salvinii）は、ドロガメ科オオニオイガメ属に分類されるカメ。

## 分布
英名は太平洋岸（Pacific＝太平洋の）に分布することに由来する。オオニオイガメ亜科では本種のみ太平洋側に分布する（残り2種は大西洋側に分布）。
模式標本の産地（模式産地）はグアテマラ。エルサルバドル南部、グアテマラ南部、メキシコ南東部（オアハカ州東部、チアパス州南部）

## 形態
最大甲長25cm。オスよりもメスの方が大型になり、オスは最大でも甲長21cm。背甲はややドーム状に盛り上がり、上から見ると中央部よりやや後方で最も幅が広くなる細長い楕円型。椎甲板には第1椎甲板の前端からかなり後方から第5椎甲板（後端まではない）、肋甲板には第1肋甲板の前端からかなり後方から第4肋甲板（後端まではない）にかけてそれぞれ１つずつ計3つの筋状の盛り上がり（キール）がある。キールは成長に伴い発達するが、ピークを過ぎると逆に消失する。背甲の色彩は緑褐色や灰褐色、暗褐色で、暗色の斑紋が入る個体もいる。腹甲の色彩は淡黄色や明灰色で、腹甲の甲板の継ぎ目（シーム）に暗色が入る個体もいる。
頭部の色彩は灰褐色や暗褐色で、黄色やオレンジ色の斑紋や部分的に不鮮明な網目模様が入る個体もいる。下顎には斑紋がないか部分的に不鮮明な網目模様が入る。四肢や尾の色彩は緑褐色や灰褐色だが、黒に近い灰色になる個体もいる。
幼体の背甲は扁平だが、成長に伴い甲高が盛り上がる。

## 生態
低地にある底質が泥で、水草が繁茂する流れの緩やかな河川や池沼等に生息する。
食性は動物食傾向の強い雑食で、魚類、両生類、小型のカメ、昆虫類、甲殻類、貝類、果実、種子等を食べる。
繁殖形態は卵生で、1回に1-12個の卵を1年に1-3回に分けて産む。卵は80-210日、最長で415日で孵化した例がある。

## 人間との関係
種小名は動物学者、オズバート・サルヴィン(Osbert Salvin)への献名。
生息地では食用とされることもある。
開発による生息地の破壊、水質汚染、食用やペット用の乱獲等により生息数は減少している。
ペットとして飼育されることがあり、日本にも輸入されている。以前は野生個体のみが稀に流通し、価格も高価だった。近年は欧米や日本国内での飼育下繁殖個体も流通するようになり、流通量が増えたため価格も低落した。協調性が悪い上に大型で顎の力が強いため、基本的に単独で飼育する。
ベアタンクやアクアリウム、またはアクアテラリウムで飼育される。底砂を敷く場合もあるが、雑菌の温床となったり誤飲する可能性があるため敬遠されることもある。
野生個体は極端な偏食をする個体が見られたが、主に流通する繁殖個体は人工飼料や乾燥飼料にも餌付いていることが多い。また肥満しやすい傾向があるため水量を増やして運動できる範囲を広げたり餌の量を制限する必要がある。